# Patriomanis americanus
Il patriomane (Patriomanis americanus) è un mammifero estinto appartenente ai folidoti. Visse nell'Eocene superiore (circa 37 – 34 milioni di anni fa) e i suoi resti fossili sono stati ritrovati in Nordamerica. È l'unico pangolino americano noto.

## Descrizione
Questo animale doveva assomigliare molto agli odierni pangolini, e come questi possedeva un corpo ricoperto da strutture simili a scaglie dure e larghe. Come le forme attuali e altre forme estinte (ad esempio Eomanis), Patriomanis era completamente privo di denti, e il palato era caratterizzato da una bassa fossa longitudinale, una caratteristica tipica dei mammiferi che si nutrono di formiche (probabilmente associata alla presenza di una lunga lingua protrattile). Rispetto al più antico Eomanis, Patriomanis era dotato di alcune caratteristiche che si riscontrano nei pangolini attuali, come una sinfisi mandibolare simile a una doccia e un paio di estensioni simili a canini che si proiettavano lateralmente. Erano inoltre presenti falangi ungueali fessurate, uno scafolunare fuso e zigapofisi intersecantisi fra loro nelle vertebre lombari. Era tuttavia più primitivo dell'attuale Manis nella presenza di un terzo trocantere sul femore e di una testa dell'astragalo convessa (nei manidi attuali è concava).

## Classificazione
Patriomanis americanus venne descritto per la prima volta da Emry nel 1970 sulla base di resti frammentari rinvenuti in terreni dell'Eocene superiore del Wyoming. Successivamente venne ritrovato altro materiale, tra cui uno scheletro pressoché completo e articolato, con tanto di cranio e mandibola (Gaudin ed Emry, 2002). Patriomanis rappresenta l'unica specie nordamericana di pangolino, e testimonia l'evoluzione di questo gruppo anche sul suolo americano, derivato da forme europee più primitive (Eomanis). Pangolini più evoluti (Necromanis e i generi attuali) appariranno dall'Oligocene in avanti. Un genere assai simile è Cryptomanis dell'Eocene della Cina.